# إنريكي توريس ديلغادو
إنريكي توريس ديلغادو (بالإسبانية: Enrique Torres Delgado)‏ هو سياسي مكسيكي، ولد في 6 فبراير 1959 في المكسيك. حزبياً، نشط في حزب العمل الوطني. وقد انتخب عضو مجلس النواب المكسيك.